# Comethazine
 (avril 2021).
La mise en forme du texte ne suit pas les recommandations de Wikipédia : il faut le « wikifier ».
Les points d'amélioration suivants sont les cas les plus fréquents. Le détail des points à revoir est peut-être précisé sur la page de discussion.
- Les titres sont pré-formatés par le logiciel. Ils ne sont ni en capitales, ni en gras.
- Le texte ne doit pas être écrit en capitales (les noms de famille non plus), ni en gras, ni en italique, ni en « petit »…
- Le gras n'est utilisé que pour surligner le titre de l'article dans l'introduction, une seule fois.
- L'italique est rarement utilisé : mots en langue étrangère, titres d'œuvres, noms de bateaux, etc.
- Les citations ne sont pas en italique mais en corps de texte normal. Elles sont entourées par des guillemets français : « et ».
- Les listes à puces sont à éviter, des paragraphes rédigés étant largement préférés. Les tableaux sont à réserver à la présentation de données structurées (résultats, etc.).
- Les appels de note de bas de page (petits chiffres en exposant, introduits par l'outil «  Source ») sont à placer entre la fin de phrase et le point final[comme ça].
- Les liens internes (vers d'autres articles de Wikipédia) sont à choisir avec parcimonie. Créez des liens vers des articles approfondissant le sujet. Les termes génériques sans rapport avec le sujet sont à éviter, ainsi que les répétitions de liens vers un même terme.
- Les liens externes sont à placer uniquement dans une section « Liens externes », à la fin de l'article. Ces liens sont à choisir avec parcimonie suivant les règles définies. Si un lien sert de source à l'article, son insertion dans le texte est à faire par les notes de bas de page.
- La présentation des références doit suivre les conventions bibliographiques. Il est recommandé d'utiliser les modèles {{Ouvrage}}, {{Chapitre}}, {{Article}}, {{Lien web}} et/ou {{Bibliographie}}. Le mode d'édition visuel peut mettre en forme automatiquement les références.
- Insérer une infobox (cadre d'informations à droite) n'est pas obligatoire pour parachever la mise en page.

Pour une aide détaillée, merci de consulter Aide:Wikification.
Si vous pensez que ces points ont été résolus, vous pouvez retirer ce bandeau et améliorer la mise en forme d'un autre article.
Frank Childress, (né le 6 juillet 1998), connu professionnellement sous le nom de Comethazine, est un rappeur, auteur-compositeur et réalisateur américain. Il est surtout connu pour son single de platine "Walk", qui a atteint la 20e place du classement Billboard Bubbling Under Hot 100 et "Bands" avec Rich the Kid. Les deux chansons figuraient sur sa première mixtape bien accueillie, Bawskee (2018).
Bawskee a été suivie de trois suites : Bawskee 2, Bawskee 3.5 et Bawskee 4. Son premier album, Pandemic, est sorti début 2020 et a reçu un accueil critique principalement positif. En 2019, il a été un XXL Freshman et a réalisé son cypher aux côtés des rappeurs Roddy Ricch et Tierra Whack. Son deuxième album éponyme, Comethazine, est attendu en 2021.

## Carrière
Comethazine a commencé à poster sa musique sur la plateforme de distribution audio SoundCloud et la plateforme de distribution vidéo YouTube à l'adolescence, ce qui lui a permis de quitter son emploi de mécanicien pour se consacrer à la musique à plein temps,.
Au début de l'année 2018, une fonctionnalité de SoundCloud qui permet de changer le fichier sonore d'origine a été utilisée de manière abusive pour un téléchargement non officiel de la chanson "Bounce Out with That" de YBN Nahmir, qui a été remplacée par sa chanson "Bands", lui faisant acquérir les données du hit-parade de "Bounce Out with That". On ne sait pas qui a perpétré cet acte, bien que le compte associé à l'échange ait depuis été supprimé. Cet incident a contribué à augmenter la popularité de "Bands". En 2019, il a été sélectionné pour faire partie de la XXL Freshmen Class 2019. Comethazine a annoncé la création de son propre label de disques, Hench Mafia Records, en juin 2019.
Le 27 mars 2020, le premier album studio de Comethazine,  Pandemic, est sorti. Son projet suivant, Bawskee 4, a suivi le 23 octobre 2020, précédé des clips musicaux de "We Gone Win", "Air Max", et "Derek Jeter". Comethazine a tourné un autre clip pour la chanson "556", et a publié l'album entier à côté.
Fin décembre 2020, Comethazine a annoncé que son prochain album s'intitulerait Comethazine. Il a réalisé et tourné une émission de télévision intitulée Doogie. Elle sera diffusée pour la première fois sur Amazon Prime Video le 25 mars 2021.

## Style musical et influences
La musique de Comethazine a été comparée à un mélange de Playboi Carti et Tay-K, et a été qualifiée d'anti-mélodie, une forme dérivée de trap qui utilise la basse comme source de mélodie au lieu de l'instrumentation traditionnelle. Il a cité comme influences musicales des rappeurs tels que Big Mike, Pimp C, Chingy, Jadakiss, Special Ed, Chief Keef, Playboi Carti, Eminem, Waka Flocka Flame, 50 Cent et Jim Jones.

## Discographie

### Albums
| Titre    | Details                                                                     | Positions charts |
| Titre    | Details                                                                     | US               |
| -------- | --------------------------------------------------------------------------- | ---------------- |
| Pandemic | - Sortie: 27 Mars 2020 - Label: Alamo - Format: Digital download, streaming | 151              |

### Mixtapes
| Titre | Details                                                                      | Positions charts | Positions charts | Positions charts | Positions charts | Ventes       |
| Titre | Details                                                                      | US               | USR&B/HH         | US Rap           | CAN              | Ventes       |
| --- | ---------------------------------------------------------------------------- | ---------------- | ---------------- | ---------------- | ---------------- | ------------ |
| Bawskee | - Sortie: August 24, 2018 - Label: Alamo Records - Format: Digital download  | 136              | —                | —                | —                |              |
| Bawskee 2 | - Sortie: January 11, 2019 - Label: Alamo Records - Format: Digital download | 61               | 36               | —                | 66               |              |
| Bawskee 3.5 | - Sortie: July 26, 2019 - Label: Alamo Records - Format: Digital download    | 53               | 26               | 23               | 59               | • US: 13,000 |
| Bawskee 4 | - Sortie: October 23, 2020 - Label: Alamo Records - Format: Digital download | 177              | —                | —                | —                | • US: 7,000  |
| La mention "—" indique un enregistrement qui n'a pas figuré au palmarès ou qui n'est pas sorti dans ce territoire. |                                                                              |                  |                  |                  |                  |              |

### Singles
| Titre | Année | Positions charts | Positions charts | Certifications  | Album            |
| Titre | Année | USBub.           | USR&B/HHBub.     | Certifications  | Album            |
| --- | ----- | ---------------- | ---------------- | --------------- | ---------------- |
| "Piped Up" | 2017  | —                | —                |                 | Bawskee          |
| "Bands" (solo ou avec Rich the Kid)                                                                                | 2018  | —                | —                | - RIAA: Or      | Bawskee          |
| "Walk" (solo ou avec A$AP Rocky)                                                                                   | 2018  | 20               | 5                | - RIAA: Platine | Bawskee          |
| "Oowee" | 2018  | —                | —                |                 | Bawskee          |
| "DeMar DeRozan" | 2018  | —                | —                |                 | Bawskee 2        |
| "Highriser" | 2018  | —                | —                |                 | Non-album single |
| "Nonsense" | 2019  | —                | —                |                 | Bawskee 2        |
| "Just Saying" | 2019  | —                | —                |                 | Bawskee 3.5      |
| "Stand" | 2019  | —                | —                |                 | Bawskee 3.5      |
| "50 Bars" | 2019  | —                | —                |                 | Non-album single |
| "Glide" | 2019  | —                | —                |                 | Pandemic         |
| "No Front" | 2020  | —                | —                |                 | Pandemic         |
| "Air Max" | 2020  | —                | —                |                 | Bawskee 4        |
| "We Gone Win" | 2020  | —                | —                |                 | Bawskee 4        |
| "Derek Jeter" | 2020  | —                | —                |                 | Bawskee 4        |
| "Malcolm In The Middle"                                                                                            | 2021  | —                | —                |                 | TBA              |
| La mention "—" indique un enregistrement qui n'a pas figuré au palmarès ou qui n'est pas sorti dans ce territoire. |       |                  |                  |                 |                  |

### Autres titres récompensés
| Titre                | Année | Positions charts | Album       |
| Titre                | Année | NZHot            | Album       |
| -------------------- | ----- | ---------------- | ----------- |
| "Find Him!"          | 2019  | 33               | Bawskee 3.5 |
| "Solved the Problem" | 2019  | 34               | Bawskee 3.5 |